# 警政署
内政部警政署（中: 內政部警政署、警政署と略称する）は中華民国の国内における警察事務に関する最高主管機関で、内政部に所属し、全国のすべての警察行政、人事、教育などの各業務の管轄を担当し、その下に各種警察組織を管轄し、各直轄市、県、市政府警察局を指揮監督する。

## 組織[3]
行政単位
- 保安組：保安科、警備科、警衛科、反恐科。
- 交通組：交通科、管理科、安全科。
- 保防組：保防科、偵防科、社調科、資料科、安檢科。
- 國際組：外事科、僑防科、特勤科。
- 行政組：警政科、勤務科、正俗科。
- 教育組：教育科、訓練科、諮商科。
- 後勤組：裝備科、營繕科、採購科、財物科。
- 防治組：查尋管理科、戶口科、民力科、婦幼安全科。
- 勤務指揮中心：業管科、指管科、指管規劃科。
- 督察室：第一組、第二組、第三組、第四組、靖紀組。
- 公共關係室：新聞科、公關科、國會科。
- 秘書室：規劃科、研考科、事務科、檔案科、文書科。
- 法制室：法規科、綜法科、法務科。
- 資訊室：系統管理科、作業設計科、前瞻應用科、資訊安全科。
- 人事室：獎懲科、福利科、組織編制科、任免科。
- 政風室：預防科、查處科。
- 會計室：綜計科、審核科、會計科、歲計科。
- 統計室

### 附属機関（構）
附屬四級機関
- 保安警察第一総隊
- 保安警察第二総隊
- 保安警察第三総隊
- 保安警察第四総隊
- 保安警察第五総隊
- 保安警察第六総隊
- 保安警察第七総隊
- 刑事警察局
- 航空警察局
- 鉄道警察局
- 国道公路警察局
- 基隆港務警察総隊
- 臺中港務警察総隊
- 高雄港務警察総隊
- 花蓮港務警察総隊

附屬四級機構
- 警察通訊所
- 民防指揮管制所
- 警察ラジオ放送
- 警察機械修理廠

附屬学校
- 台湾警察専科学校

## 地方警察機関

### 直轄市警察局
- 台北市政府警察局
- 新北市政府警察局
- 桃園市政府警察局
- 台中市政府警察局
- 台南市政府警察局
- 高雄市政府警察局

### 県、市警察局
- 基隆市警察局
- 新竹県政府警察局
- 新竹市警察局
- 苗栗県警察局
- 南投県政府警察局
- 彰化県警察局
- 雲林県警察局
- 嘉義県警察局
- 嘉義市政府警察局
- 屏東県政府警察局
- 宜蘭県政府警察局
- 花蓮県警察局
- 臺東県警察局
- 澎湖県政府警察局
- 金門県警察局
- 連江県警察局